# Altausseer Kirtag

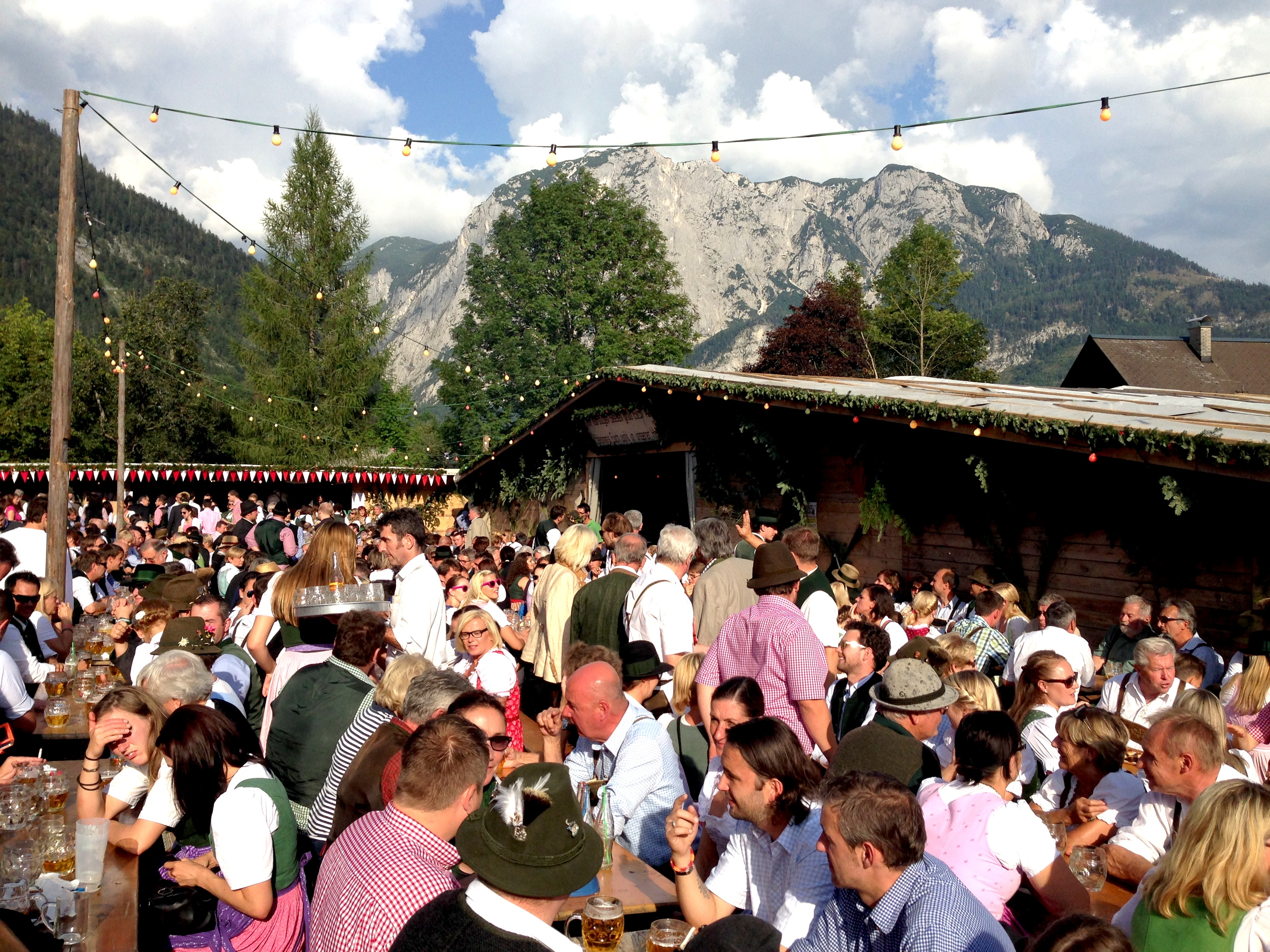
Bierzelt am Altausseer Kiritag, 2014

Der Altausseer Kirtag (auch: „Altausseer Kiritåg“ oder „Altausseer Kiritåg Bierzelt“) ist mit rund 20.000 Besuchern jährlich einer der größten Kirtage Österreichs. Er findet jedes Jahr am ersten Septemberwochenende am Fischererfeld in der steirischen Gemeinde Altaussee statt. Seit 1961 wird der Kirtag am Kirchweihtag des heiligen Ägidius, dem Patron der Pfarrkirche Altaussee, von der Freiwilligen Feuerwehr Altaussee organisiert.

## Geschichte
Im Jahr 1960 kamen der Altausseer Feuerwehrmann Franz Pucher und der Musiker Engelbert Köberl mit der Idee aus Oberösterreich zurück, dass sie das dortige Kirtagsbierzelt auch in Altaussee verwirklichen könnten. Nach Diskussionen im Ausschuss der örtlichen Feuerwehr wurde beschlossen, am „Mescht’n-Anger“ Anfang September 1961 ein solches Bierzelt zu veranstalten. Das Bierzelt wurde aus Material der Freiwilligen Feuerwehr Reitern errichtet. Das erste Bierzelt war ein voller Erfolg – der Umsatz von 47.000 Schilling übertraf alle Erwartungen.
Auf Ansuchen des Hoteliers Franz Frischmuth, dem das Zelt zu nahe an seinem Anwesen stand, wurde das Zelt auf die Fischerwiese verlegt, wo es bis heute stattfindet. In den folgenden Jahren wuchs der Andrang der Gäste immer mehr, und auch die Zahl der Stände vergrößerte sich.
In den ersten vierzig Jahren wurden ca. eine Million Halbe Bier und 180.000 halbe Hühner verkauft. Der wirtschaftliche Anteil kommt überwiegend heimischen Lieferanten zugute.
Heute besuchen rund 20.000 Besucher jährlich das Bierzeltfest und das Fest wird von rund 300 freiwilligen Helfern getragen.
Laut eigenen Angaben tragen zum Erfolg dieses Volksfestes vor allem der freie Eintritt, die gute Qualität der Getränke und Speisen sowie die günstigen Preise bei. Auch durch das Fehlen eines Tanzbodens und von Lautsprechermusik konnte das Fest seine Beliebtheit steigern.
Das Bier wird seit 1963 von der Brauerei Göss in Leoben geliefert.

## Medienberichte und Literatur
Auf Grund der hohen Besucherzahlen wird der Kirtag häufig in den Medien erwähnt, so unter anderem in der Kleinen Zeitung, in Puls 4 oder im ORF.
Herbert Dutzler wählte in seinem 2011 erschienenen Altaussee-Krimi „Letzter Kirtag“ den Kirtag als Tatort für seinen Krimi. Darauf basierend entstand 2019 unter der Regie von Julian Pölsler der Fernsehfilm Letzter Kirtag für ServusTV.